# Инженерная подготовка войск

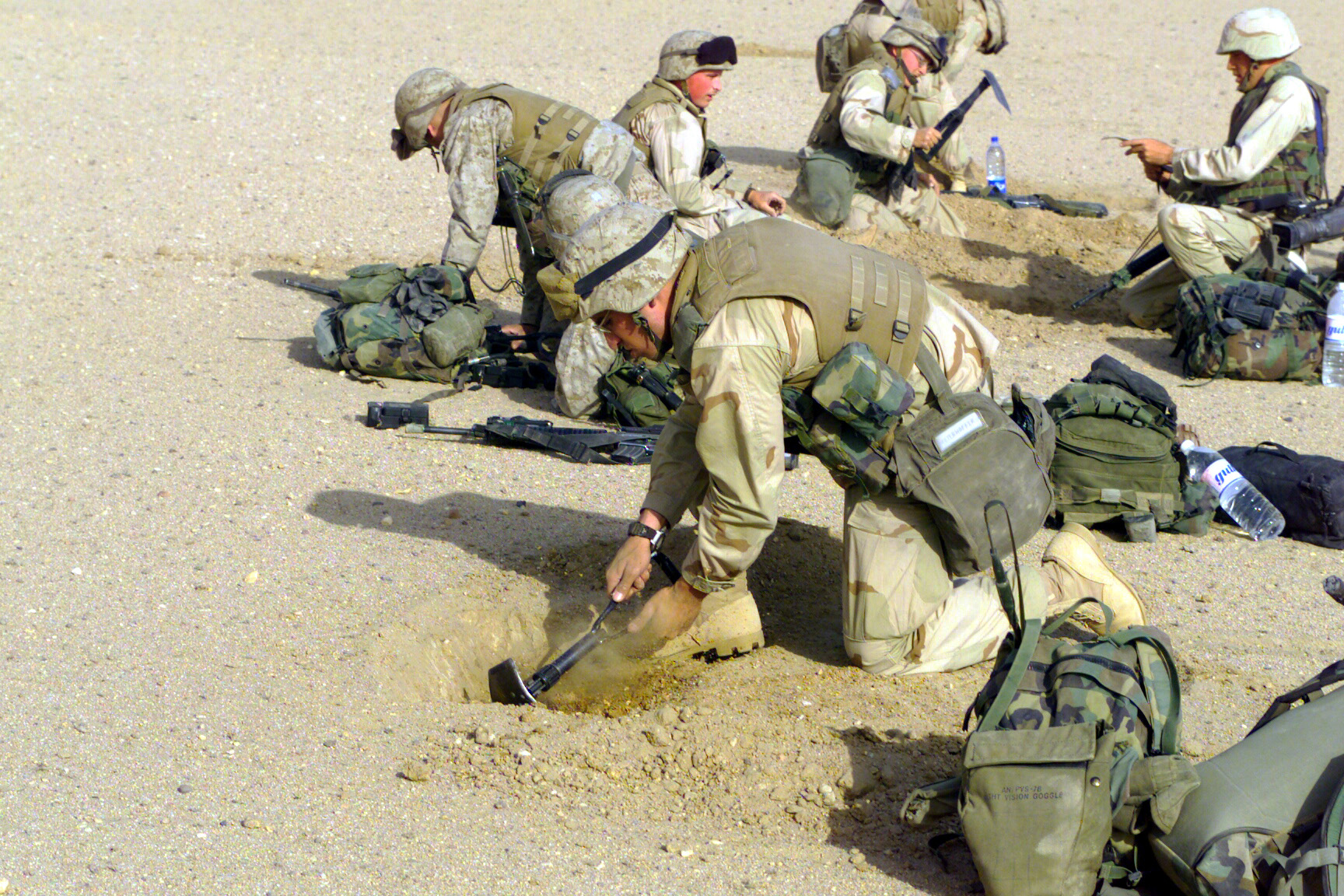
Инженерная подготовка.
Тренировка американских солдат в отрывании одиночных окопов.
Ирак, 2003 год

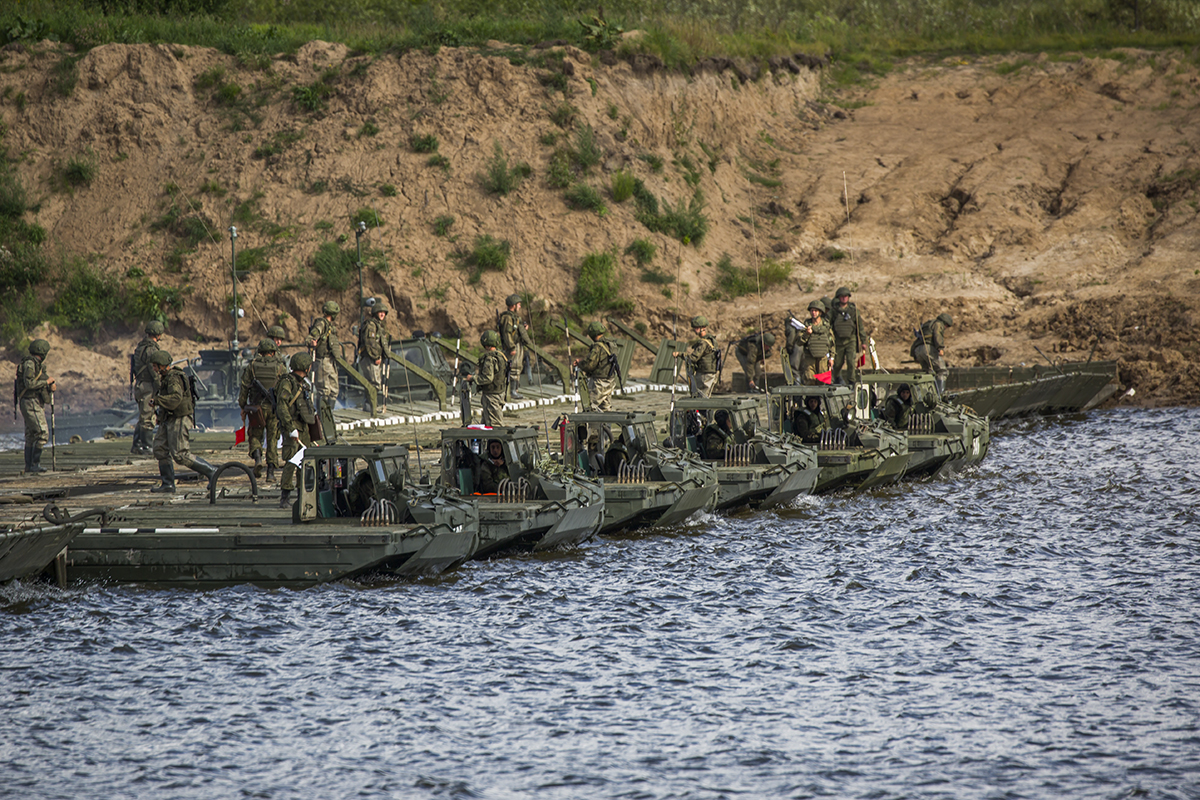
Тактико-специальное занятие по инженерной подготовке — возведение понтонного моста.
Россия. 2017 год

Инженерная подготовка войск — обучение личного состава формирований родов войск и специальных войск по выполнению инженерных задач и мероприятий, обеспечивающих боевые действия. Является одним из видов боевой подготовки всех родов войск и специальных войск.

## Содержание инженерной подготовки войск
В инженерную подготовку войск входит обучение личного состава подразделений по следующим пунктам:
- самостоятельно устраивать и преодолевать противотанковые и противопехотные заграждения и различного рода разрушения;
- прокладывать колонные пути и преодолевать препятствия;
- форсировать водные преграды с использованием табельных и местных переправочных средств;
- возводить сооружения для:

- пунктов управления, ведения огня и наблюдения;
- укрытий личного состава — окопы, траншеи, щели, блиндажи и т.д.;
- укрытий для военной техники;

- маскировать с помощью табельных и местных средств позиции и районы расположения;
- устраивать простейшие пункты водоснабжения на основе местных источников воды и колодцев;
- восстанавливать и уничтожать фортификационные сооружения;
- расчищать районы своего расположения от завалов;
- тушить пожары.

## Организация инженерной подготовки войск
Организация инженерной подготовки войск начинается с обучения командиров и офицеров штабов частей и соединений методике инженерных расчётов, планирования и организации инженерного обеспечения боевых действий частей (соединений). Командиры подразделений кроме этого обучаются также методике проведения занятий по инженерной подготовке.
Мероприятия по инженерной подготовке планируются штабами и осуществляются в по определённым программам. Основным видом обучения являются практические занятия, которые проводятся в оборудованных классах, в инженерных городках, в учебных полях, полигонах, танкодромах и автодромах с применением штатной инженерной техники, учебных и боевых инженерных боеприпасов, инженерного имущества и материалов.  
В ходе тактических и тактико-специальных занятий и учений военнослужащие получают и совершенствуют навыки самостоятельного выполнения задач инженерного обеспечения в условиях приближенных к боевым. 
Содержание инженерной подготовки зависит от специфики рода войск, условий местности, климата, времени года и стоящие перед войсками задачи. 